# Xylocopa funesta
Xylocopa funesta är ett bi som beskrevs 1912 av Franz Maidl. Arten ingår i släktet snickarbin, och familjen långtungebin. Inga underarter finns listade i Catalogue of Life.